# 森可隆
森可隆（1552年—1570年6月8日），日本戰國時代的武將。父親是森可成。弟弟有森長可、成利（蘭丸）等。通稱傅兵衛。

## 生平
在天文21年（1552年）出生，家中長男。父親可成與族人一同仕於信長並在各地轉戰，於是留守在森氏於尾張國的舊領。元龜元年（1570年），父親可成受信長之命，進攻朝倉氏死守的越前敦賀手筒山城，於此戰同行，雖然是初陣，卻得到一番乘（第一個攻入城內）並攻陷該城，但是因為過於深入敵陣而受到反撃，最後戰死。享年19歲。美濃國金山的可成寺內有供養墓。